# Villoslada de Cameros
Villoslada de Cameros é um município da Espanha 
na província e comunidade autónoma de La Rioja, de área 94,61 km² com população de 390 habitantes (2004) e densidade populacional de 4,12 hab/km².

## Demografia
| Variação demográfica do município entre 1991 e 2004 | Variação demográfica do município entre 1991 e 2004 | Variação demográfica do município entre 1991 e 2004 | Variação demográfica do município entre 1991 e 2004 |
| --------------------------------------------------- | --------------------------------------------------- | --------------------------------------------------- | --------------------------------------------------- |
| 1991                                                | 1996                                                | 2001                                                | 2004                                                |
| 392                                                 | 391                                                 | 380                                                 | 390                                                 |